# Cod rutier
Codul rutier reprezintă totalitatea legilor dintr-o anumită țară, referitoare la utilizatoarea căilor publice de comunicație (trotuare, șosele, autostrăzi) de către pietoni, automobiliști, bicicliști și alte categorii de participanți la trafic.
Acesta conține: norme legislative privind vehiculele, conducătorii de vehicule, semnalizarea rutieră, reguli de circulație, infracțiuni, contravenții și sancționarea acestora.
În 1968, sub egida ONU, s-a elaborat un sistem internațional de reglementare a traficului rutier, "Convenția asupra Traficului Rutier de la Viena", care a condus la o uniformizare a semnelor de circulație pe plan internațional.
Țările semnatare au avut la dispoziție zece ani pentru a se alinia acestei convenții.